# Hydrotaea kanoi
Hydrotaea kanoi este o specie de muște din genul Hydrotaea, familia Muscidae, descrisă de Shinonaga și Hiromu Kurahashi în anul 2002. Conform Catalogue of Life specia Hydrotaea kanoi nu are subspecii cunoscute.